# Stadtpfeifer

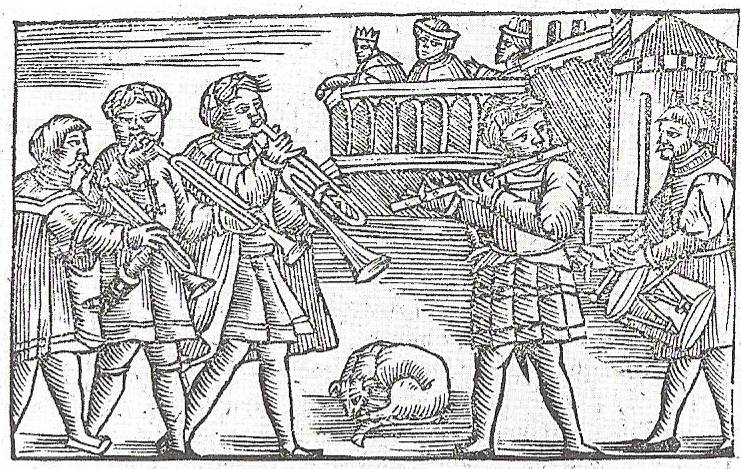
Fra Olaus Magnus: Stadtpfeifer um 1555

Der Stadtpfeifer (italienisch Piffaro) war ein besonders im 14. bis 18. Jahrhundert von Städten angestellter, später auch Stadtmusikus bzw. Stadtmusikant genannter Musiker. Stadtpfeifer schlossen sich in Zünften (in Süddeutschland meist „Pfeiferbrüder“ genannt, im Alemannischen „Pifferbrüder“) zusammen. Im 19. Jahrhundert wurde dieses Amt zu Stadtkapellen ausgeweitet.

## Geschichte
Die Aufgaben der Stadtpfeifer lagen in der musikalischen Ausgestaltung von Festlichkeiten der Stadt. In manchen Städten waren die Piffari zugleich als Türmer mit signalgebenden Aufgaben betraut. Die Stadtpfeifer waren zunftmäßig organisiert. Ein Meister nahm sich Gesellen und Lehrburschen, die bei ihm möglichst alle gängigen Instrumente lernen mussten.
Die Stadtpfeifer spielten auf Zinken, Naturtrompeten, Posaunen, Streichinstrumenten, Rauschpfeifen, Dulzianen, Pommern, Krummhörnern, Flöten und Schlagwerk. In der Musikliteratur sind exemplarisch zwei Zinken und drei Posaunen („Hora decima“, Vierzig Leipziger Turmsonaten von Johann Christoph Pezel) bzw. ein Zink und drei Posaunen („Vierundzwanzig Quatricinien“ von Gottfried Reiche) zu finden.
Stadtpfeifer spielten bei Verlobungen, Hochzeiten, Banketten und anderen festlichen Ereignissen, wie z. B. dem Einzug des Landesherrn in seine Stadt. Daneben bliesen sie das Zeitsignal vom Turm der Stadt, um den Bürgern, die in der Regel keine Uhr besaßen, die Zeit anzuzeigen. Auch wurden sie teils zur Kirchenmusik herangezogen. Dabei galt: normale Tage im Kirchenjahr wurden mit Posaunen und Zinken gespielt, Festtage mit Trompeten und Pauken (Bis heute ist „mit Pauken und Trompeten“ ein Idiom für etwas Großartiges). Im Gottesdienst duplizierten die Stadtpfeifer die Singstimmen des Chores, die sogenannte Colla-parte-Begleitung.
In Erfurt besetzte die Familie Bach über Generationen das Stadtpfeiferamt und beherrschte das musikalische Leben der Stadt derart, dass noch in den 1790er Jahren alle Stadtpfeifer „Bache“ genannt wurden, obwohl dort kein Träger dieses Namens mehr lebte.
Auch kleinere Städte wie zum Beispiel Eisenach (mit ca. 6000 Einwohnern) besaßen eine Stadtpfeiferei. Als besonders beeindruckend schildern Zeitzeugen den Einzug der siegreichen Truppen nach den Türkenkriegen in Wien: abwechselnd Kantorei und Stadtpfeifer von den Dächern, dazwischen die Heeresmusik und Kanonendonner.
Die Tradition der Stadtpfeifer erhielt sich, besonders in Mitteldeutschland, bis ins 20. Jahrhundert. Vielerorts gingen zunächst städtische Musikkapellen, später auch städtische Orchester daraus hervor.
Eine literarische Darstellung des Musikerberufes unternimmt der Kulturhistoriker und Erzähler Wilhelm Heinrich Riehl in seiner 1847 erschienenen, in der nassauischen Residenzstadt Weilburg spielenden Musikernovelle Der Stadtpfeifer.